# Río Acomé
Río Acomé är ett vattendrag i Guatemala.   Det ligger i departementet Departamento de Escuintla, i den södra delen av landet, 100 km sydväst om huvudstaden Guatemala City.